# Cerkiew Pokrowy Najświętszej Marii Panny w Pawłokomie

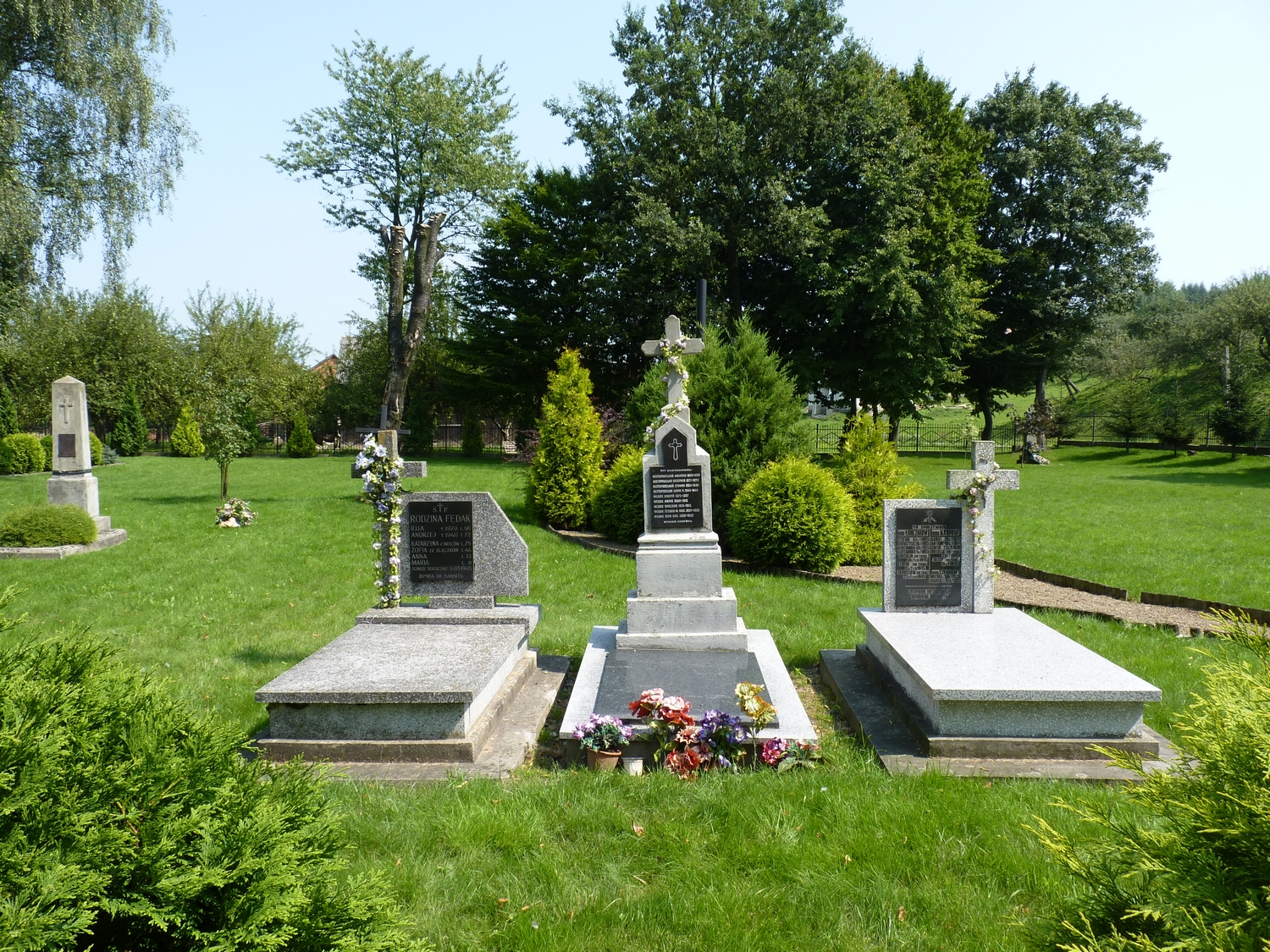
Greckokatolicki cmentarz

Cerkiew Pokrowy (Opieki) Najświętszej Marii Panny w Pawłokomie – obecnie nieistniejąca murowana cerkiew greckokatolicka, znajdująca się w Pawłokomie w powiecie rzeszowskim województwa podkarpackiego. Parafia w Pawłokomie należała do dekanatu birczańskiego, a od 1934 do Apostolskiej Administracji Łemkowszczyzny.
Cerkiew została zbudowana w 1909, w miejscu starej drewnianej cerkwi zbudowanej w 1787, która spłonęła pod koniec XIX wieku. 
3 marca 1945 cerkiew i przycerkiewny cmentarz były miejscem zbrodni na ukraińskiej ludności Pawłokomy podczas której zamordowano także proboszcza Wołodymyra Lemca. Ofiary zostały pochowane na cmentarzu.
Cerkiew i plebanie rozebrano w latach 60. XX wieku, pozostała tylko murowana dzwonnica, a cmentarz zamieniono na wysypisko śmieci. 
W 2007 spór odżył na nowo – przedstawiciele Cerkwi greckokatolickiej domagali się przekazania cmentarza Cerkwi, natomiast władze gminy Dynów przekazały cmentarz prywatnej osobie.

## Literatura
- Dmytro Błażejowśkyj - "Historical šematyzm of the eparchy of Peremyšl", Lviv 1995